# Antonio del Real
Antonio Fernández del Real (Cazorla, Jaén; 10 de agosto de 1947) es un director de cine, actor, productor y guionista español.

## Biografía
Nacido en el municipio jiennense de Cazorla, su familia se mudó a Madrid cuando aún era un niño.
En esta ciudad comenzó a trabajar como actor en representaciones en su colegio y se inició en el mundo del cine de forma autodidacta. En los comienzos de su carrera realizó spots para televisión, combinando esta actividad con la enseñanza de Técnicas de Realización y Medios Artísticos en la Comunidad de Madrid (Consejería de Educación y Cultura). Ha escrito más de veinte obras en colaboración con otros autores españoles y portugueses.
Sus primeros pasos como director fueron en el terreno del cortometraje. En 1980 se estrenó como director de largometrajes con el rodaje de El poderoso influjo de la luna, protagonizada por Alfredo Landa y Mabel Escaño. Después, grabó una serie de comedias de éxito como Buscando a Perico (1982) o Y del seguro... líbranos, Señor! (1983). Fue en 1989, con la dirección del El río que nos lleva,cuando su carrera dio un giro radical: premiada en diez festivales internacionales, esta película fue también declarada de “gran interés” por la UNESCO (París) por la defensa de los valores culturales y ecológicos del Alto Tajo.
Ha participado dos veces (en 1989 y en 2001) en la Quincena de Realizadores del Festival de Cannes, con sus películas El río que nos lleva y La mujer de mi vida. Ha sido invitado dos veces por el American Film Institute (Los Ángeles) a participar en el Festival Europeo. Algunas de sus películas han participado en los festivales de Nueva York, Los Ángeles, San Francisco, Mineápolis, Montreal, Egipto, Tokio, Francia o Italia.
Ha trabajado con actores y actrices de talla internacional como Claudine Auger, Christopher Mitchum, Julia Ormond, Jason Isaacs, Joaquim de Almeida, Jürgen Prochnow, Pedro Armendáriz, Jean Sorel, Fernando Fernán Gómez, Agustín González, José Luis López Vázquez, Antonio Banderas o Tony Peck, hijo de Gregory Peck. Tuvo una gran amistad con Gregory Peck.
Además, ha sido colaborador en revistas como Autor o Pantalla 3 y para periódicos como Diario 16, y actualmente colabora como articulista en el periódico La Razón.
En el terreno radiofónico dirigió el programa de radio Chop suey de pollo en Onda Madrid durante tres años con Emma Cohen y Óscar Ladoire, y actualmente es colaborador del programa De ida y vuelta en Radio 5.

## Filmografía

### Como director de cine
| Año  | Película                                           | Funciones                       |
| ---- | -------------------------------------------------- | ------------------------------- |
| 1980 | El poderoso influjo de la luna                     | Director y guionista            |
| 1981 | Buscando a Perico                                  | Director y guionista            |
| 1983 | Y del seguro... líbranos, Señor!                   | Director y guionista            |
| 1988 | Café, coca y puro                                  | Director y productor            |
| 1989 | El río que nos lleva                               | Director, productor y guionista |
| 1994 | ¡Por fin solos!                                    | Director                        |
| 1995 | Los hombres siempre mienten                        | Director y guionista            |
| 1997 | Corazón loco                                       | Director                        |
| 1998 | Cha-cha-chá                                        | Director y guionista            |
| 2000 | Y decirte alguna estupidez, por ejemplo, te quiero | Director                        |
| 2001 | La mujer de mi vida                                | Director                        |
| 2003 | Trileros                                           | Director, productor y guionista |
| 2006 | Desde que amanece apetece                          | Director                        |
| 2008 | La conjura de El Escorial                          | Director, productor y guionista |
| 2012 | Ni pies ni cabeza                                  | Director                        |

### Como director de televisión
| Año  | Película                              | Funciones                       |
| ---- | ------------------------------------- | ------------------------------- |
| 1982 | La tía fingida de Cervantes           | Director                        |
| 1983 | Las pícaras                           | Director                        |
| 1984 | Andar Georgia & La leyenda de Georgia | Director                        |
| 1995 | Juntas, pero no revueltas             | Director y productor            |
| 1999 | Jacinto Durante, representante        | Director                        |
| 2014 | El clavo de oro                       | Director, productor y guionista |

### Como director de teatro
| Año  | Obra                     | Funciones              |
| ---- | ------------------------ | ---------------------- |
| 2010 | Los ochenta son nuestros | Director y coproductor |

### Como actor
| Año  | Película                                                                   | Director                   |
| ---- | -------------------------------------------------------------------------- | -------------------------- |
| 1967 | Sor Citroën                                                                | Pedro Lazaga               |
| 1969 | Las amigas                                                                 | Pedro Lazaga               |
| 1970 | De profesión sus labores                                                   | Javier Aguirre             |
| 1970 | ¡Se armó el belén!                                                         | José Luis Sáenz de Heredia |
| 1971 | La orilla                                                                  | Luis Lucía                 |
| 1972 | La semana del asesino                                                      | Eloy de la Iglesia         |
| 1972 | Coartada en disco rojo (I due volti della paura)                           | Tulio Demicheli            |
| 1973 | Una gota de sangre para morir amando                                       | Eloy de la Iglesia         |
| 1973 | La llamaban la madrina                                                     | Mariano Ozores             |
| 1973 | La isla misteriosa                                                         | Juan Antonio Bardem        |
| 1973 | Nadie oyó gritar                                                           | Eloy de la Iglesia         |
| 1973 | Señora doctor                                                              | Mariano Ozores             |
| 1974 | Cinco almohadas para una noche                                             | Pedro Lazaga               |
| 1975 | Pim, pam, pum... ¡fuego!                                                   | Pedro Olea                 |
| 1975 | Olvida los tambores                                                        | Rafael Gil                 |
| 1975 | Cómo matar a papá sin hacerle daño                                         | Ramón Fernández            |
| 1975 | De profesión: polígamo                                                     | Angelino Fons              |
| 1976 | La Carmen                                                                  | Julio Diamante             |
| 1976 | Manuela                                                                    | Gonzalo García Pelayo      |
| 1976 | A la Legión le gustan las mujeres (...y a las mujeres les gusta la Legión) | Rafael Gil                 |
| 1976 | El alijo                                                                   | Ángel del Pozo             |
| 1976 | La otra alcoba                                                             | Eloy de la Iglesia         |
| 1984 | Café, copa y puro                                                          | Antonio del Real           |
| 1987 | ¡Biba la banda!                                                            | Ricardo Palacios           |
| 1988 | Cha-cha-chá                                                                | Antonio del Real           |
| 2003 | Trileros                                                                   | Antonio del Real           |
| 2008 | La conjura de El Escorial                                                  | Antonio del Real           |

## Premios
- 1989: Premio a la mejor película por El Río que nos Lleva en el Festival de cine de Nimes (Francia)
- 1989: Premio a la mejor película por El río que nos lleva en los Premios Cadena SER.
- 1989: Premio a los valores humanos por El río que nos lleva en los Festival de Shonna (Tokio).
- 1990: Premio ADIRCAE (Asamblea de Directores, Realizadores Cinematográficos y Audiovisuales Españoles) al "Mejor Director" por El río que nos lleva.[1]
- 2004: Premio a toda una vida en el Festival Internacional de Cine de Cartagena.[2]
- 2007: Antena de Oro en el apartado de Cine.[3]
- 2008: Premio a toda una vida en el cine en el Festival de cine social de Castilla-La Mancha[4]
- 2009: Premio "Miguel Picazo" otorgado por la Diputación Provincial de Jaén.[5]
- 2011: Premio de honor del V Festival de Cortos "Cuéntalo en 90 segundos".[6]
- 2013: Premio "Joyas 2013" en la categoría de Arte otorgado por el Gremio de joyeros, plateros y relojeros de Madrid.[7]